# Chrysina cavei
Chrysina cavei är en skalbaggsart som beskrevs av David C. Hawks och Bruyea 1999. Chrysina cavei ingår i släktet Chrysina och familjen Rutelidae. Inga underarter finns listade i Catalogue of Life.